# Hendrik Brugmans
Hendrik Brugmans (Ámsterdam, 13 de diciembre de 1906-Brujas, 12 de marzo de 1997) fue un filólogo (estudió filología románica) y político neerlandés. Fue hijo del historiador Hajo Brugmans y de Maria Keizer.
Durante la II Guerra Mundial, como miembro del partido social-demócrata neerlandés, fue diputado en el Parlamento de los Países Bajos. En 1942 fue detenido por la Gestapo. Tras su liberación en 1942 se unió el movimiento de resistencia neerlandés.
Tras la guerra, Brugmans fue uno de los líderes intelectuales del Movimiento europeo y cofundador y primer presidente de la Unión de Federalistas Europeos. Fue también el primer rector del Colegio de Europa (1950-1972). Se retiró en 1972, permaneciendo en Brujas.
En 1951 fue galardonado con el Premio Carlomagno.
El año de su muerte, el Colegio de Europa decidió dar su nombre a la siguiente promoción de estudiantes. Además, desde 2010 el alumnado del Colegio organiza el 'Hendrik Brugmans Memorial Cup'. En el torneo participan equipos del alumnado tanto de la promoción vigente como pertenecientes a años anteriores.

## Algunas publicaciones
- Cité européenne. Programme fédéraliste, París, 1950
- Schets van een Europese samenleving, Róterdam, 1952
- Europa voorbij het nulpunt 1969-1975, Antwepren - Ámsterdam, N.V. Scriptoria, 247 pp. 1975
- Levend in Europa. Ontmoetingen en herinneringen, Alphen aan den Rijn, 1980
- Wij, Europa. Een halve eeuw strijd voor emancipatie en Europees federalisme. Opgetekend door H. Kirsten, Leuven/Amsterdam, 1988